# Basse-Pointe
Basse-Pointe es una comuna situada en la zona septentrional de Martinica.

## Geografía
Población del norte de la costa atlántica de Martinica, se encuentra en una de las laderas de la Montagne Pelée. La localidad limita al norte con Macouba, y con L'Ajoupa-Bouillon y Le Lorrain.

## Historia
El nombre de Basse-Pointe (punta baja) proviene de su situación geográfica: se encuentra sobre una punta rocosa no demasiado elevada.
En esta localidad, así como en muchas otras, tras la abolición de la esclavitud en 1848, numerosos emigrantes indios se instalaron allí para trabajar en los campos de caña de azúcar. Ese es el tema de uno de los libros de Raphaël Confiant, La tripa del chacal.

## Demografía
|                        | 4.562 | 4.359 | 4.201 | 4.432 | 4.184 | 3.888 | 3.660 | 2.923 |
| según define el INSEE. |       |       |       |       |       |       |       |       |

## Economía
Basse-Pointe vive del cultivo del plátano y de la piña.

## Monumentos y curiosidades
- Estancia Pécoul
- Plantación Leyritz

## Administración
| Periodo                             | Nombre                          | Partido |
| ----------------------------------- | ------------------------------- | ------- |
| 1995                                | M. André Charpentier            | FMP     |
| 2001                                | M. André Charpentier            | FMP     |
| 2020                                | Marie-Urbain-Thérèse Casimirius |         |
| Se desconocen los datos anteriores. |                                 |         |

## Personas célebres
- Aimé Césaire nace en Basse-Pointe el 25 de junio de 1913.